# Crin Antonescu
George-Crin-Laurenţiu Antonescu (Tulcea, 21 september 1959) is een Roemeens politicus en historicus. Hij was president van de PNL, voorzitter van de Senaat en is lid van de Kamer van Afgevaardigden. Hij werd op 3 juli 2012 verkozen tot president van de Senaat nadat deze zijn voorganger Vasile Blaga uit zijn functie had gezet. Hij was tevens interim-president tijdens de afzettingsprocedure van Traian Băsescu van 10 juli 2012 tot 27 augustus 2012, toen Traian Băsescu weer geïnstalleerd werd.
Crin Antonescu ging na de scheiding van zijn ouders bij zijn vader wonen die hem aanmoedigde om geschiedenis te studeren in Boekarest. Nadat hij geslaagd was in 1985 ging hij lesgeven in Soleşti, daarna keerde hij terug naar zijn geboortestad Tulcea en gaf hij les in Niculiţel tot 1989. Daarna heeft hij een jaar als curator gewerkt van het Tulcea archeologisch en historisch museum. Daarna heeft hij nog enige tijd lesgegeven aan de Spiru Haret-hogeschool in Tulcea totdat hij werd verkozen tot lid van het Huis van Afgevaardigden.
Nadat hij lid werd van de PNL hielp hij bij het opzetten van de Tulcea-tak van de partij. Enige tijd is hij lid geweest van het PAC en het PL'93 om vervolgens weer terug te keren naar de PNL nadat het PL'93 in 1989 opging in de PNL. In 1995 werd hij verkozen tot vicepresident van de PNL en daarmee werd hij eveneens president van de liberalen in het Huis van Afgevaardigden. Hij zou dit voor twee niet opeenvolgende termijnen blijven. Binnen de Kamer van Afgevaardigden was hij lid van het comité voor educatie, jeugd en sport, buitenlandse zaken en voor cultuur, kunst en media.
Hij was minister van Jeugd en Sport van 1997 tot 2000 in de kabinetten van achtereenvolgens Victor Ciorbea, Radu Vasile en Mugur Isărescu. Hij initieerde enkele hervormingen, waarbij het verlenen van ontslag van rechtsvervolging voor atleten met significante olympische resultaten.
Vanaf 20 maart 2009 werd Crin Antonescu president van de PNL en daarmee voorgedragen als presidentskandidaat namens de PNL. Hij werd derde in deze verkiezing.
Nadat Traian Băsescu in juli 2012 uit zijn ambt werd gezet in afwachting van het referendum dat over zijn afzetting moest beslissen, werd Crin Antonescu zijn vervanger totdat Traian Băsescu zijn ambt weer kon oppakken nadat het referendum ongeldig werd verklaard.
Eind februari 2014 trok hij als leider van de liberale partij de liberale ministers terug uit de USL-alliantie en daarmee uit de regering. Deze werden vervangen door ministers van de Hongaarse partij. Tijdens het debat over de nieuwe samenstelling van de regering trad hij op 4 maart 2014 terug als voorzitter van de Senaat. Na de teleurstellende uitslag van de Europese Verkiezingen in 2014 trad hij af als partijleider. Vier dagen later trad hij ook terug als kandidaat voor de presidentsverkiezingen, ook gaf hij aan om niet terug te keren in de politiek na afloop van zijn mandaat als kamerlid. In 2018 stelde hij zich echter verkiesbaar als kandidaat voor het Europees parlement, zonder succes. En in 2024 werd hij door de pas aangetreden regeringscoalitie voorgedragen als onafhankelijke kandidaat voor de presidentsverkiezingen van 2025, nadat de oorspronkelijke verkiezingen van 2024 na de eerste ronde werden afgelast door de onverwachte en dubieuze overwinning van Călin Georgescu. PNL's oorspronkelijke kandidaat - oud premier Nicolae Ciucă - stapte uit de race na de eerdere afgelaste ronde en stapte ook op als partijleider. Crin Antonescu verloor in de eerste ronde nipt van de uiteindelijke winnaar Nicușor Dan, waarna prompt de PSD uit de regering stapte en een regeringscrisis veroorzaakte.
Antonescu is getrouwd met partijgenoot en Europarlementariër Adina-Ioana Vălean.